# Mario-Ernest Caloianu
Mario-Ernest Caloianu este un politician român, deputat în Parlamentul României în mandatul 2012-2016 din partea PPDD Ialomița.